# E depois do Adeus
E depois do Adeus (auf Deutsch: „Und nach dem Abschied“) ist ein portugiesisches Lied mit dem Text von José Niza und der Melodie von Paulo de Carvalho, das beim Eurovision Song Contest 1974 in Brighton für Portugal teilnahm.

## Inhalt
Der Song ist eine Ballade über einen Mann, der mit dem Ende einer Beziehung konfrontiert ist. Er erzählt seiner Geliebten, wie er sich fühlt und vergleicht sie mit einer gepflückten Blume, die er entblätterte, was bedeutet, dass die Beziehung von vergleichsweise kurzer Dauer war. Er erklärt auch die Natur der Liebe selbst, die ein „Gewinnen und Verlieren“ sei.

## Nachwirkung
Obwohl der von Paulo de Carvalho dargebotene Song den letzten Platz beim Wettbewerb in Brighton belegte, erlangte er beträchtlichen Ruhm als erstes der beiden Geheimsignale, mit denen die Nelkenrevolution in Portugal gegen das Regime des Estado Novo unter Marcelo Caetano begann. Das andere Geheimzeichen war Grândola, Vila Morena, ein Kampflied des antifaschistischen Liedermachers José Afonso. Dieses war das definitive Signal für die Putschisten, die Kontrolle über strategisch wichtige Teile des Landes zu übernehmen. E depois do Adeus wurde am 24. April 1974 um 22:55 Uhr von Emissores Associados de Lisboa (heute Rádio Renascença) ausgestrahlt.